# أبطال الإنترنت (كتاب)
أبطال الإنترنت هو كِتاب من تأليف المهندسة هناء الرملي، حيثُ صدرَ عام 2015، ويَستعرض مزايا الإنترنت وإيجابياته، ويتطرق بعد ذلك إلى مخاطره وسلبياته، كما يُقدم الكتاب دليلًا من الإرشادات والنصائح للناشئين، تُمكنهم من حماية أنفسهم من البلطجيين والمتحرشين جنسيًا من خلال الإنترنت، والتصدي لهم.
صدر الكتاب عن دار «الآن ناشرون وموزعون»، بالشراكة مع دار أزمنة بعمّان، ويقع الكتاب في 96 صَفحة من الحجم المتوسط، ملون، ويحتوي على صور ورسومات توضيحية.

## المحتوى
يتضمن الكتاب مقترحاتٍ لحماية الفرد من البلطجة الإلكترونية، والتحرش الجنسي عبر شبكة الإنترنت، كما وردَ في الكتاب قصصٌ واقعية حول هذا الموضوع. يستعرض الكتاب مزايا الإنترنت وإيجابياته، ليتطرق بعد ذلك إلى مخاطره وسلبياته، وأهمها: البلطجة الإلكترونية، والتحرش الجنسي، ويتناول بخاصة المشاكل التي قد تواجه الفتيان والفتيات.
قُدمَ الكتاب في خمسة أبواب تحمل العناوين التالية: الأول قدم تعريفًا بشبكة الإنترنت: مزاياها ومخاطرها، والثاني تطرق للبلطجة الإلكترونية: تعريفها، وسائطها، أشكالها. والثالث تناول التحرش الجنسي عبر شبكة الإنترنت، تعريفه وأشكاله. وقدم الرابع دليل الحماية والسلامة للأبناء، وكان هو الباب الأخير في الكتاب.

## التكريم
أُقيمت عدة حفلات توقيع للكتاب في كلٍ من مصر والأردن وكندا.